# 黄钫
黄钫(1972年9月—)，中華人民共和國政治人物，河南开封人。1994年12月加入中共，1995年7月参加工作，现任漯河市人民政府市长。

## 生平
曾就讀于中央财经大学及四川大学，並擁有经济学博士学位。
2011年12月，任郑州市惠济区人民政府区长；2015年11月，任中共惠济区委书记；2018年9月，任南阳市人民政府副市长；2021年9月，任中共信阳市委常委，市政府常务副市长；
2023年3月，任中共漯河市委副书记、市政府市长。